# International Commission on Holocaust Era Insurance Claims
International Commission on Holocaust Era Insurance Claims (ICHEIC), auch IC, (deutsch: Internationale Kommission für Versicherungsansprüche aus der Holocaust-Ära) ist eine 1998 in New York City gegründete Organisation.

## Aufgabenstellung
Sie regelt den Ausgleich der als Folge der Novemberpogrome 1938 zwangsverkauften Versicherungsansprüche von Juden (in der Regel Lebensversicherungen) bzw. eine Entschädigung der Überlebenden, der Opfer oder ihrer Erben. Das Bundesentschädigungsgesetz von 1952 hatte nicht alle Anspruchsberechtigten erfasst.
Der Gründung der ICHEIC gingen dreijährige Verhandlungen europäischer Versicherungsunternehmen mit den Anwälten jüdischer Organisationen (u. a. Ed Fagan), Regierungsvertretern Israels und US-Behörden voraus. Deutscher Teilnehmer war Hans-Otto Bräutigam, Vorsitzender der gleichnamigen Kommission war US-Außenminister Lawrence Eagleburger. Besonderer Streitpunkt waren die Verwaltungskosten des ICHEIC. Zudem verlangte die jüdische Seite die Erstellung von Listen aller zwischen 1920 und 1945 in Deutschland lebenden, versicherten Juden durch die Konzerne. Die Kommissare hatten den Konzernen gedroht deren Geschäftsaktivitäten in einigen US-Bundesstaaten verbieten zu lassen.

## Memorandum of Understanding
Aus den Verhandlungen leitete sich ein am 25. August 1998 unterzeichnetes Memorandum of Understanding (MoU) aus elf Paragraphen ab, das die Arbeitsgrundlage der Organisation bildet. Danach besteht die Internationale Kommission (IC) aus zwölf Personen bzw. deren Vertretern und Beobachtern:
- sechs Personen, die im Konsens zwischen den US-‚Regulatoren‘, der World Jewish Restitution Organisation, der Conference of Jewish Material Claims Against Germany sowie dem Land Israel ernannt wurden
- sechs Personen, die die sechs beteiligten europäischen Versicherungsunternehmen (Allianz SE, Axa, Basler Leben, Assicurazioni Generali, Zurich Financial Services, Winterthur Leben) und die europäischen ‚Regulatoren‘ ernannten
- drei Beobachter der jüdischen Gruppe
- ein Beobachter der European Economic Commission
- ein Beobachter des US-Außenministeriums
- einem, von den 12 gewählten, unabhängigen Vorsitzenden

Ein 110-seitiger Vertrag regelt das Entschädigungsverfahren.
Den Fonds gliedert IC in eine spezielle humanitäre Sektion (reguläre Einzelansprüche, 179 Mio. Euro) und eine allgemeine humanitäre Sektion (erbenlose Ansprüche, d. h. Geld für Holocaust-Opfer ohne lebende Anspruchsberechtigte, 102 Mio. Euro).
Jede unterzeichnende Versicherungsgesellschaft zahlte als Eingangskontribution 250.000 US $ in einen eigenen Fonds zur Umsetzung des MoU. Weitere Einzahlungen sind entsprechend dem Erfordernis des IC für die Buchprüfung der Einzelfirmen, die Revision und die Untersuchung der Ansprüche von der jeweiligen Firma zu tragen. Die Tätigkeit des Vorsitzenden und einen Jahresabschluss tragen die Gesellschaften. Die IC verpflichtete sich im Gegenzug zu versuchen das die Unterzeichner von schwebenden Rechtsstreits bzw. künftiger Gesetzgebung diesbezüglich befreit werden. Diese Klausel wurde erst zuletzt Vertragsbestandteil.

## Entwicklung des ICHEIC
Zur Deckung der Ansprüche gründete im September 1999 Lionel Jospin für Frankreich die Commission for the Compensation of Victims of Spoliation Resulting from Anti-Semitic Legislation in Force during the Occupation (CIVS, 241 Mio. Euro bis Dezember 2005). Drei Monate später gründeten die Niederlande die Stichting Individuele Verzekeringsaanspraken Sjoa (SJOA, 2,3 Mio. Euro bis Ende 2003). Im Juli 2000 gründete Deutschland die Stiftung „Erinnerung, Verantwortung und Zukunft“ (10 Mrd. Euro). Im Jahr darauf gründet Österreich den General Settlement Fund for Victims of National Socialism (GSF, 250 Mio. Euro). Es folgte noch Belgien (Fondation du Judaïsme de Belgique 2002) neben einigen Sondervereinbarungen mit Unternehmen.
ICHEIC hat Ansprechpartner in 43 Staaten. In Deutschland wird die Kommunikation mit der ICHEIC über den GDV abgewickelt und von der Stiftung „Erinnerung, Verantwortung und Zukunft“, an der die Versicherungsgesellschaften mit 275 Mio. Euro beteiligt sind, ausgezahlt.

## Anträge
Betroffene konnten hier bis zum 31. Dezember 2003 kostenlos einen Antrag auf Entschädigung stellen, unabhängig davon, ob ihnen die genauen damaligen Vertragsverhältnisse bekannt waren (sog. Unnamed Claims, falls das Versicherungsunternehmen nicht bekannt war, andernfalls sog. Named Claims).
Die Versicherten-Listen der Konzerne wurden mit einem Verzeichnis aller jüdischen Einwohner Deutschlands (etwa 500 bis 600.000) abgeglichen, da auch im Dritten Reich die Erfassung der Konfession durch Unternehmen nicht erlaubt war. Weiterhin wurden die Angaben der Antragsteller in allen beteiligten Versicherungsunternehmen mit deren historischen Vertragsbeständen in einem aufwendigen Verfahren abgeglichen.
Bei Hinweisen auf Vertragsverhältnisse wurden die Ansprüche in Zusammenarbeit mit der ICHEIC genauer geprüft und bei berechtigten Ansprüchen nach einem festgelegten Schema entschädigt. Es wurden über 400.000 Anträge eingereicht.

## Erfolgreicher Abschluss und Auflösung
Im März 2007 ging durch die internationalen Medien die Meldung, dass die Organisation ihre Aufgabe erfolgreich gelöst habe und nicht mehr benötigt werde. Der ICHEIC-Kommission könne "nach neun Jahren Tätigkeit ihre Türen schließen", erklärte deren langjähriger Präsident Lawrence Eagleburger. 300 Millionen Dollar (umgerechnet rund 226 Millionen Euro) waren an knapp 50.000 Empfänger ausgezahlt worden.